# Prieuré de la Primaudière
Vous lisez un « bon article » labellisé en 2013.
Le prieuré de la Primaudière est un ancien prieuré datant des XIIIe et XVIIIe siècles, bâti en France dans les communes d'Armaillé en Maine-et-Loire et de Juigné-des-Moutiers en Loire-Atlantique (région Pays de la Loire).
Il est fondé par les moines de l'ordre de Grandmont en 1207 avec l'aide et le soutien des seigneurs locaux. Les derniers moines le quittent en 1762. Le bâtiment principal est la chapelle de la Primaudière, construite au XIIIe siècle et lieu de pèlerinage au Moyen Âge. L'organisation du prieuré est typique de l'architecture grandmontaine, notamment par l'organisation des ouvertures dans la chapelle, et ses deux portes, une pour les fidèles et la seconde pour les moines la desservant.

## Localisation
Le prieuré a été construit au-dessus de la Nymphe. Ce cours d'eau séparait les anciennes provinces d'Anjou et de Bretagne. Aujourd'hui, il sépare le département de Maine-et-Loire et celui de la Loire-Atlantique. Le monument se trouve donc à cheval sur les deux départements, à la fois dans la commune d'Armaillé et dans celle de Juigné-des-Moutiers. Le monument est encerclé par la forêt de Juigné et le bois de la Fonte.

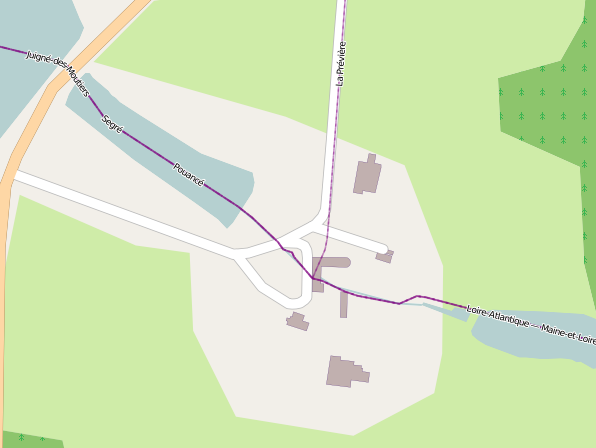
Vue du plan des bâtiments.
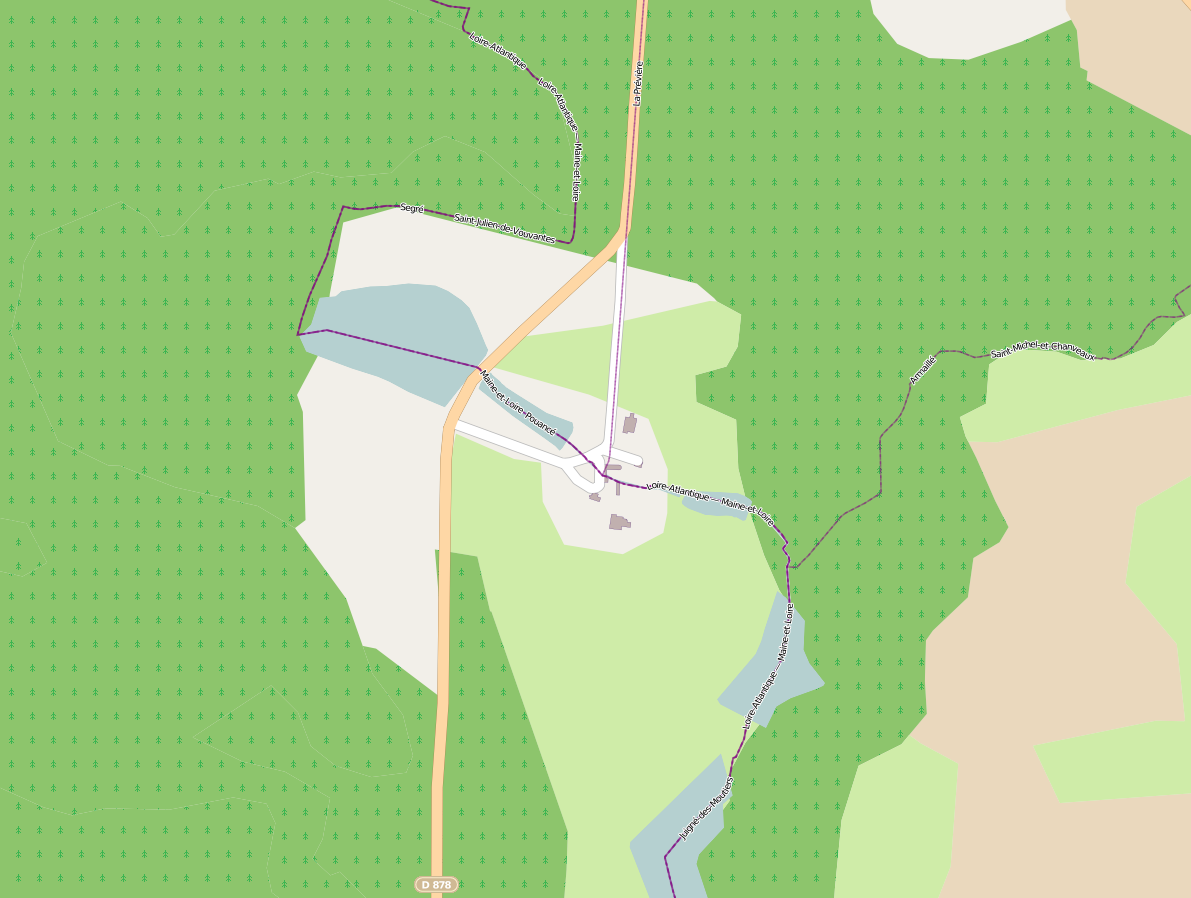
Carte des environs immédiats.

## Toponymie
Le lieu est nommé Primauderia vers 1095 dans le cartulaire de Saint-Jouin. On le retrouve écrit de la même façon dans le cartulaire de Grandmont en 1208. L'orthographe actuelle, Primaudière, existe en 1544 sur un acte notarié, un bail à ferme de maistre Jehan Dumas son prieur commendataire . La dénomination serait issue d'un nom d'homme en latin, Primaldus, possible propriétaire des lieux.

## Histoire

### Du Moyen Âge à la période moderne
Le domaine est propriété de Jean Le Veneur qui le donne entre 1061 et 1075 à l'abbaye Saint-Sauveur de Redon, le passant vraisemblablement sous l'influence du seigneur de Châteaubriant,. Il tombe vers 1095 aux mains de Gauthier Hai, seigneur de Pouancé, qui s’en empare « au prix de sa lance et du sang des siens et des autres ». Il s'empare également de la dîme du domaine, s'attirant la colère des moines.
Alors que la région appartient au duché de Bretagne, Juigné-des-Moutiers est mentionné pour la première fois en 1123, lorsque son église est offerte à Brice, évêque de Nantes. À l'époque, deux prieurés cohabitent dans le territoire de l'actuelle commune. Le premier, les Moutiers, se situe dans le bourg ; le second, la Primaudière, se trouve à deux kilomètres au nord.
En mars 1207 ou 1208, le seigneur de Pouancé, Guillaume de la Guerche, celui de Châteaubriant, Geoffroy, et Hervé de La Selle, seigneur de La Prévière, se réunissent et signent une charte. Celle-ci fait don du domaine de la Primaudière, du bois et des terres qui en dépendent, aux moines de l'ordre de Grandmont. Geoffroy leur octroie 10 livres de rente sur les péages de Châteaubriant et les privilèges d'un bourgeois de la ville, tandis que Guillaume de La Guerche octroie 25 livres sur les fermages de Pouancé, et les privilèges d'un bourgeois dans chacune des villes de sa seigneurie, Pouancé, Segré, Martigné et La Guerche.
Les moines de Grandmont construisent alors un prieuré et une chapelle dédiée à Notre-Dame qui devient un lieu de pèlerinage et de procession le jour de la Madeleine. Le prieuré est alors construit au-dessus de la Nymphe, le cours d'eau séparant l'Anjou de la Bretagne. La chapelle Notre-Dame, ainsi qu'une partie du prieuré, se trouve en terre angevine, tandis que l'autre partie du prieuré se trouve en territoire breton.  En 1295, le prieuré est habité par cinq religieux, puis six au XIVe siècle. Au XIVe siècle, des moines grandmontains de Monnay et Bercey s'y réfugient. En 1317, le prieuré est réuni à celui de Montguyon. L'ordre de Grandmont est dissous en 1772, les revenus sont alors attribués au Séminaire Saint-Charles d'Angers. Les deux métairies du prieuré ont pour charge de fournir au personnel royal des bœufs et des charrettes pour le transport des galériens notamment.

### Période contemporaine

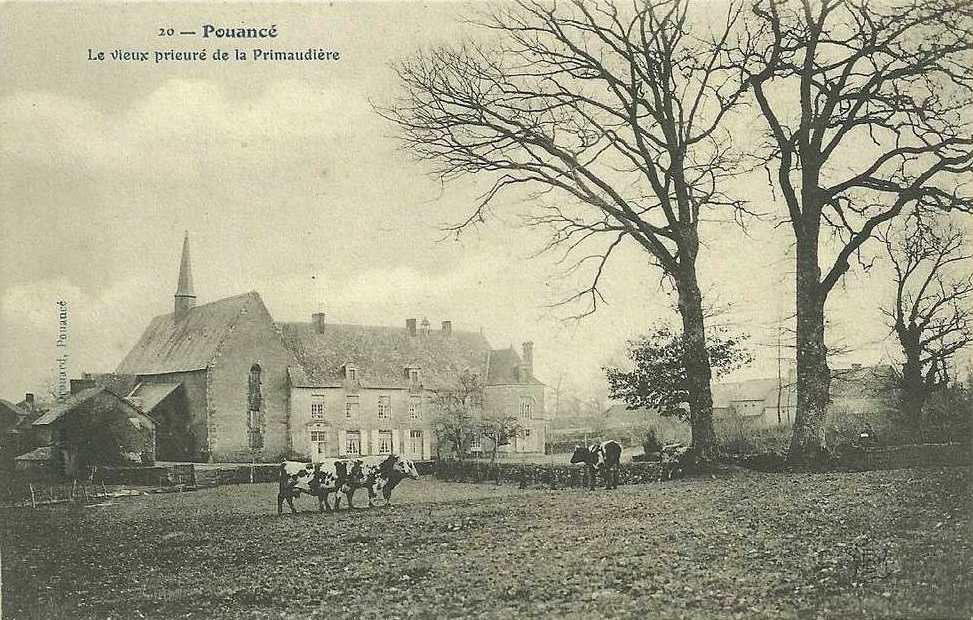
Vue du prieuré vers 1900.

Le prieuré est vendu comme bien national sous la Révolution. Son propriétaire le transforme en verrerie en 1836. L'entreprise ne perdure qu'une vingtaine d'années. La chapelle est alors transformée en étable jusque vers la seconde moitié du XXe siècle. Des cloisons et planchers sont installés dans la nef de la chapelle, et sa façade nord est flanquée d'une construction. Par la suite, les propriétaires y effectuent des travaux de dégagement et de restauration, retrouvant la table d'autel. L'édifice est assaini et dégagé des constructions ultérieures. Les logis du XVe siècle et XVIIIe siècle sont également restaurés,.
La chapelle du prieuré fait l’objet d’un classement au titre des monuments historiques depuis le 31 mai 1965. L'ensemble de l'aile conventuelle (façades et toitures), ainsi que l'ancien carré du cloître pour son intérêt archéologique fait l’objet d’une inscription au titre des monuments historiques depuis le 30 septembre 2005.

## Architecture
Le prieuré de la Primaudière est typique de l'architecture grandmontaine et est donc similaire aux deux autres prieurés grandmontains angevins de Breuil-Bellay et de la Haie-aux-Bonshommes. La chapelle à nef unique et chœur est orientée (ouest en est). Elle possède deux entrées : au nord, la porte des fidèles, au sud, la porte des moines. Celle-ci ouvre sur une cour entourée d'un cloître desservant les différentes salles du prieuré : salle capitulaire, salle des hôtes, réfectoire, cuisine, cellier. Les dortoirs se trouvaient à l'étage,.
À la Primaudière, seule la chapelle est entièrement conservée. Datant du XIIIe siècle, elle est constituée d'un vaisseau de quarante mètres de long qui se termine dans le chœur, éclairé abondamment par les trois grandes ouvertures du chevet. Sur le pignon ouest, une unique ouverture éclaire la nef. Le voûtement se fait en berceau brisé sur toute la longueur de la nef. Le chœur, de 40 cm plus large que la nef, est voûté en croisée d'ogives à dix branches dont les nervures saillantes retombent sur des chapiteaux soutenus par des colonnettes. Creusés dans le chœur se trouvent au nord une armoire liturgique, et au sud, un double lavabo. Les murs ont encore partiellement gardé leur enduit, orné d'une semis de fleurettes ainsi que de croix de consécration,.
La porte des fidèles est la plus travaillée, possédant deux archivoltes ogivales séparées par des moulures rondes reposant sur des colonnettes à chapiteaux. Cette porte est entièrement travaillée en grès roussard, un grès de couleur brune voir rouge, qui orne par ailleurs toutes les parties nobles de la chapelle (fenêtre ouest, contreforts du chevet, armoire liturgique et lavabo, autel),,.
Les bâtiments conventuels restants gardent peu de traces du XVe siècle (dont une baie en grès bleu sur le pignon sud). Ils ont été entièrement remaniés au XVIIIe siècle. Sa façade est surmontée d'un toit en croupe, et la porte principale d'un fronton courbe. Les dates de 1715 et 1887 sont inscrites sur une lucarne. Les bâtiments conventuels ont été restaurés au XXe siècle.

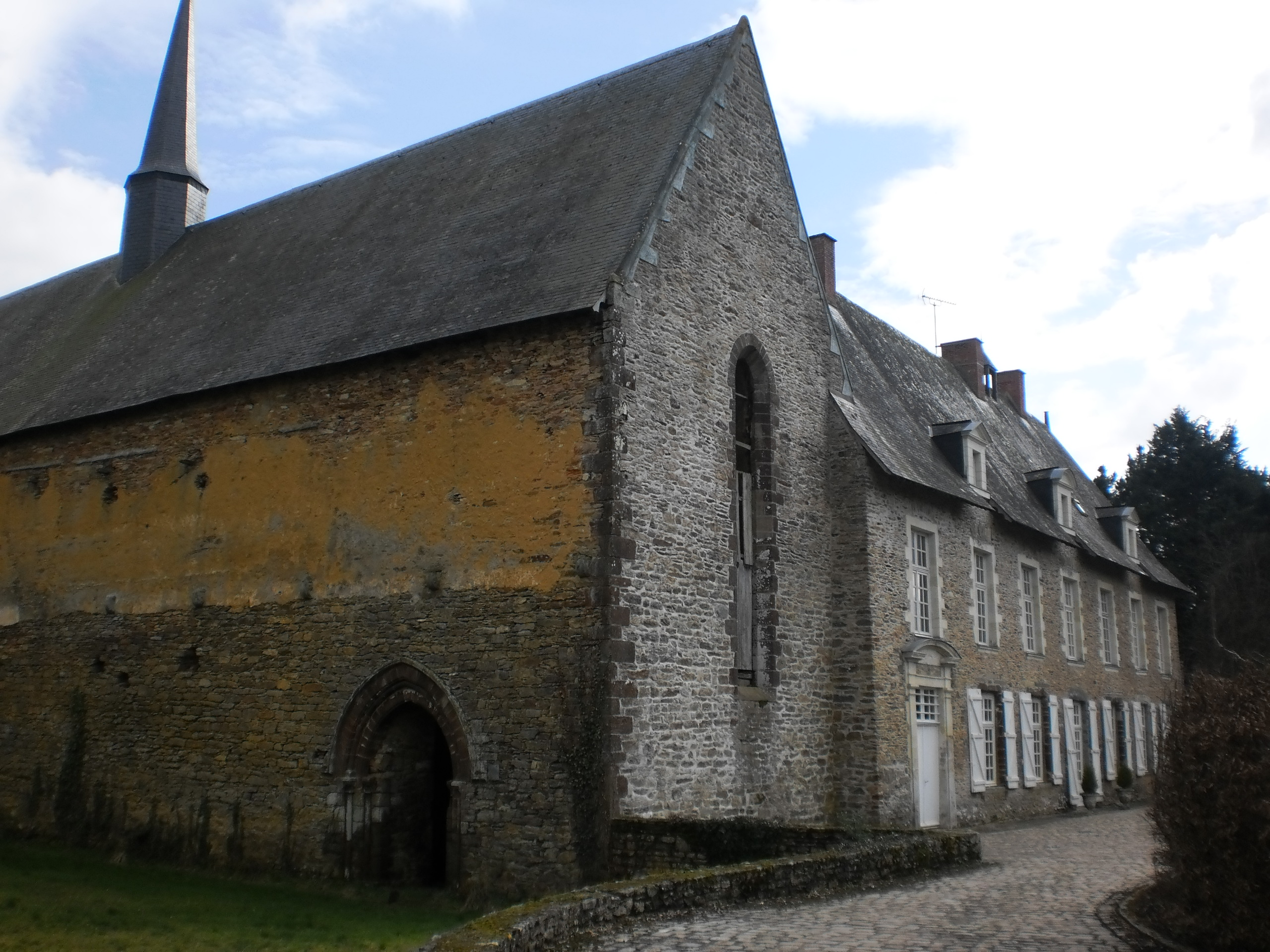
Vue vers l'ouest des bâtiments actuels du prieuré.
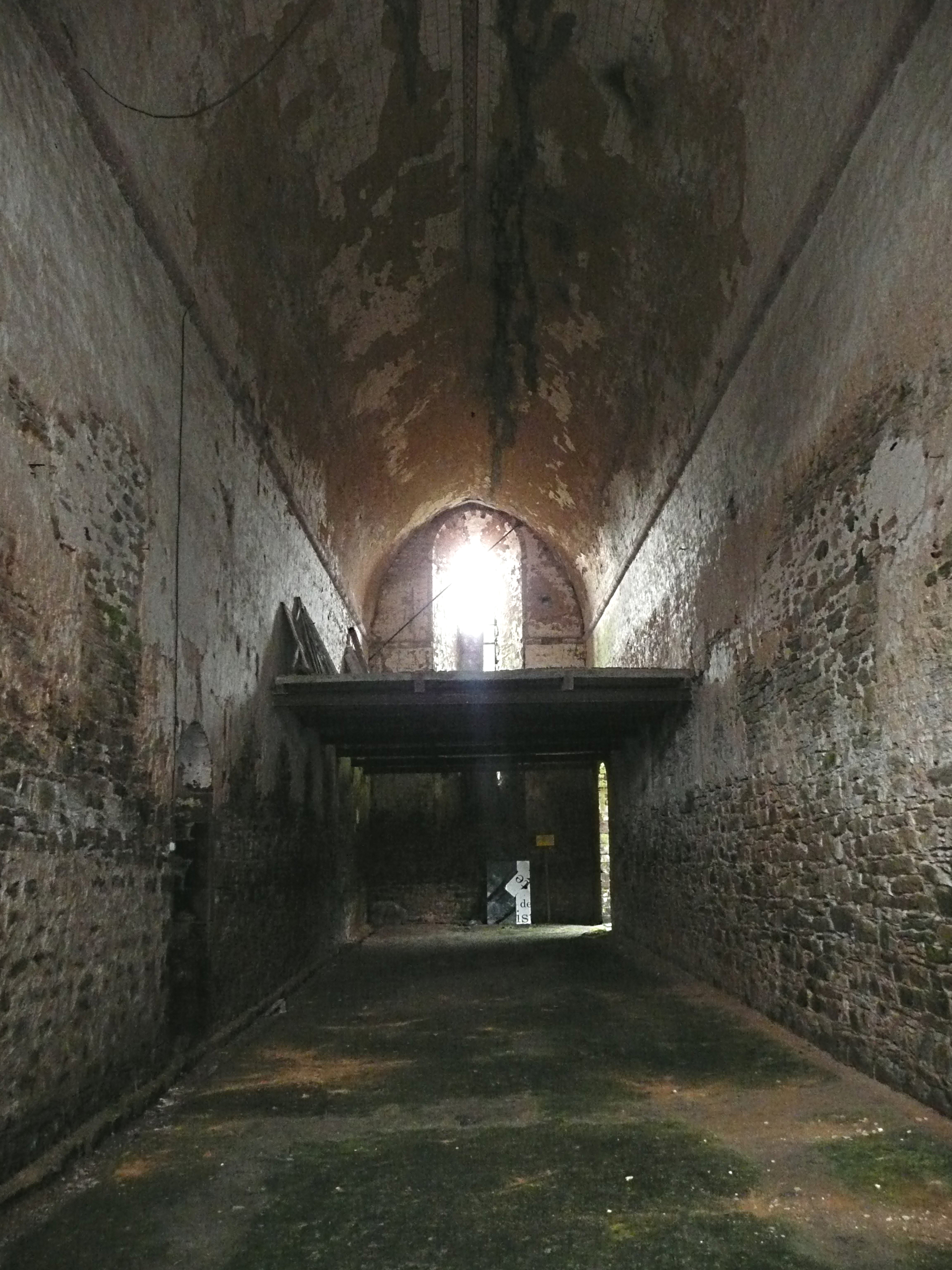
Vue de la nef et de l'ouverture ouest.
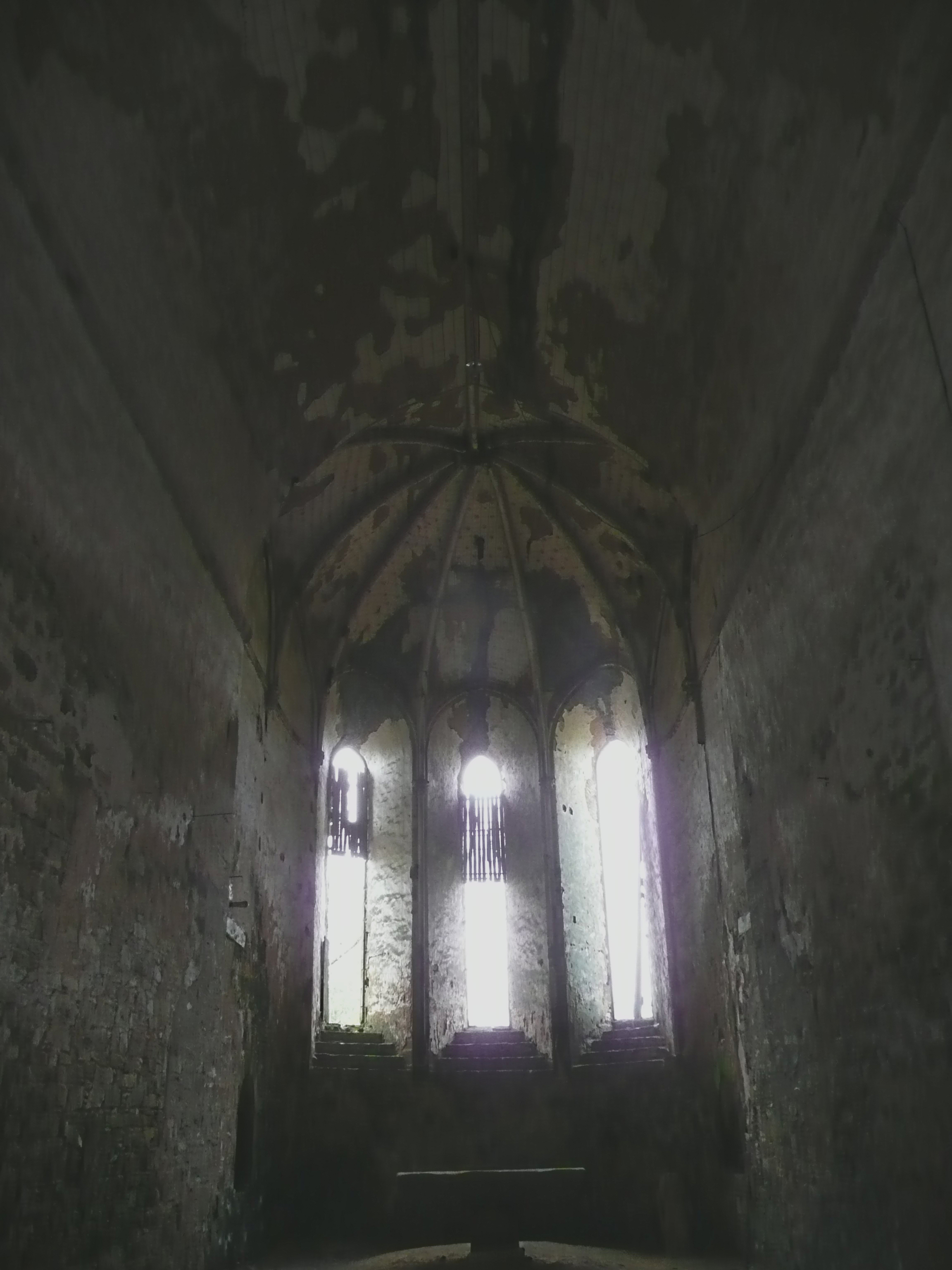
Vue du chœur de la chapelle.
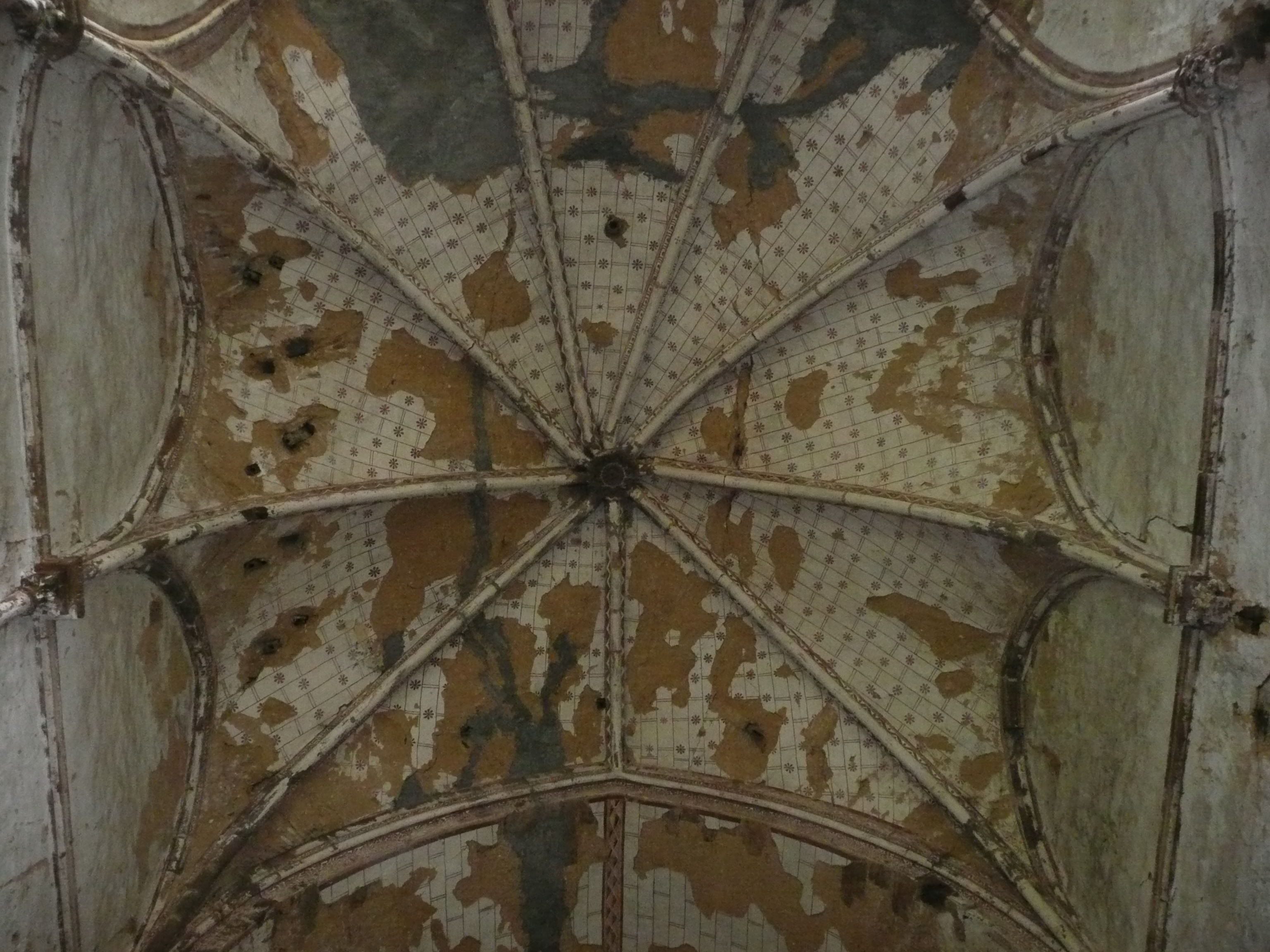
Vue de la voûte du chœur de la chapelle.